# Peter Stephan (Verwaltungsbeamter)
Peter Stephan (* 1946 in Schleiz) ist ein deutscher Politiker (CDU).

## Leben und Politik
Der 1946 in Schleiz geborene Stephan studierte in Leipzig Mathematik und Physik. Er arbeitete bis 1990 in seinem Beruf als Lehrer. Von 1992 bis 1994 war er Landrat im ehemaligen Landkreis Schleiz und von 1994 bis 2000 war er Landrat im Saale-Orla-Kreis.
Anfang 2000 wurde er zum Präsidenten des Thüringer Landesverwaltungsamtes berufen. Er legte sein Amt als Landrat daher kurz vor Ablauf der regulären Amtszeit nieder, weshalb die Landratswahl im Saale-Orla-Kreis bis heute einige Monate früher als in den meisten anderen Thüringer Landkreisen stattfindet.
Am 31. Juli 2012 gab Stephan seinen Posten als Präsident des Thüringer Landesverwaltungsamtes auf und wurde in den Ruhestand versetzt.